# Euphoria (canción de Michael Jackson)
«Euphoria» es una canción interpretada por el cantante estadounidense Michael Jackson, incluida en su tercer álbum de estudio, Music & Me. Lanzada el 13 de abril de 1973, esta pieza representa una mezcla de estilos musicales que destacan la versatilidad artística de Jackson a una temprana edad.

## Contexto
Euphoria fue grabada en 1972, durante una época en la que Michael Jackson estaba expandiendo su rango musical y explorando nuevas influencias. Aunque la canción no fue lanzada como sencillo, es reconocida por su compleja estructura musical y la capacidad de Jackson para manejar temas líricos que van más allá de su edad en ese momento.

## Composición y Letra
Euphoria fue compuesta por Jerry Marcellino y Mel Larson, quienes también se encargaron de la producción. La canción combina elementos de R&B, soul, pop, funk, y psychedelic soul, creando un sonido distintivo que captura la esencia de la música de la época. La letra de la canción gira en torno a un estado de éxtasis emocional, donde el narrador describe una experiencia transcendental de alegría y libertad.

## Producción
La producción de Euphoria se caracteriza por el uso de sintetizadores y guitarras eléctricas, lo que refuerza su atmósfera psychedelic soul. La canción está en la tonalidad de La bemol mayor, lo que añade un toque brillante y positivo al tema. La mezcla incluye también un enfoque en los coros, aportados por The Andantes, que elevan el carácter eufórico de la pieza.

## Recepción
Aunque Euphoria no fue un sencillo, ha sido elogiada por críticos como una de las canciones más innovadoras del álbum Music & Me. La canción es vista como una muestra de la madurez musical de Jackson y su capacidad para experimentar con diferentes géneros. Con el tiempo, Euphoria ha ganado reconocimiento como una joya oculta en el repertorio temprano de Jackson.

## Personal
- Michael Jackson – voz principal
- Jerry Marcellino – productor, compositor
- Mel Larson – productor, compositor
- David T. Walker – guitarra eléctrica
- Greg Phillinganes – teclado, sintetizadores
- Bob Babbitt – bajo
- Ed Greene – batería
- The Andantes – coros